# Wang Xueqin

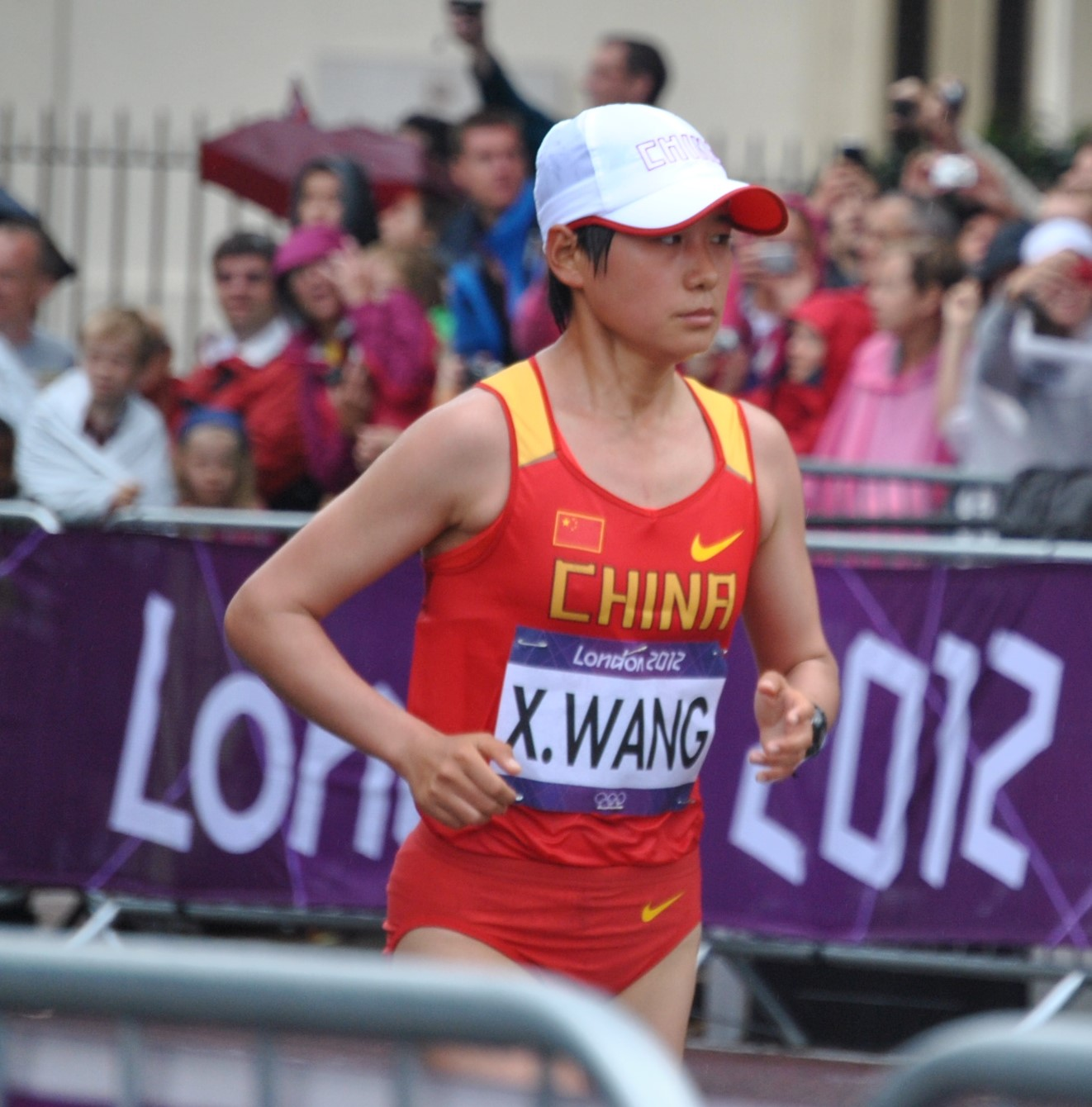
Wang Xueqin bei den Olympischen Spielen 2012

Wang Xueqin (chinesisch 王 雪芹, Pinyin Wáng Xuěqín,; * 1. Januar 1991 in Shandong) ist eine chinesische Marathonläuferin.
Bereits mit 17 Jahren blieb sie als Zweite beim Seoul International Marathon 2008 mit 2:28:39 h unter zweieinhalb Stunden. Im Jahr darauf kam sie beim Daegu-Marathon auf den vierten Platz.
2010 wurde sie Vierte in Seoul und Neunte beim Dalian-Marathon. Im Herbst wurde sie Zweite beim Huangguoshu-Halbmarathon und gewann den Macau-Marathon. 2011 wurde sie Zehnte in Dalian und belegte beim Marathon der Weltmeisterschaften in Daegu den 26. Platz.
Beim Chongqing-Marathon 2012 gelang ihr als Vierte eine Steigerung auf 2:25:53 h. Daraufhin wurde sie für die Olympischen Spiele in London nominiert, bei denen sie auf Rang 22 einlief. Im Herbst wurde sie Vierte beim Guangzhou-Marathon und Sechste beim Peking-Marathon.
2013 wurde sie Vierte beim Xiamen-Marathon. Bei den Chinesischen Nationalspielen kam sie im Marathon auf den 17. Platz und wurde Vierte über 10.000 Meter.
2015 wurde sie Dritte beim Seoul International Marathon und kam bei den Weltmeisterschaften in Peking auf den 28. Platz.
Wang Xueqin ist 1,60 m groß und wiegt 46 kg. Sie repräsentiert bei Wettkämpfen die Provinz Jiangsu.

## Persönliche Bestzeiten
- 5000 m: 15:28,75 min, 11. September 2011, Hefei
- 10.000 m: 31:55,31 min, 8. September 2011, Hefei
- Halbmarathon: 1:11:37 h, 28. September 2010, Anshun
- Marathon: 2:25:53 h, 17. März 2012, Chongqing